# غرهام كلينتون
غرهام كلينتون (5 مايو 1953 في المملكة المتحدة - ) (بالإنجليزية: Grahame Clinton)‏ هو لاعب كريكت بريطاني. شارك مع منتخب روديزيا للكريكت ‏. أما مع النوادي، فقد لعب مع نادي مقاطعة سري للكريكت ‏ وKent County Cricket Club ‏.

## وصلات خارجية
- غرهام كلينتون على موقع إي آس بي آن كريك إنفو (الإنجليزية)